# Le Macchie
Le Macchie è una località del comune italiano di Arcidosso, nella provincia di Grosseto, in Toscana.
Situata sul versante del Monte Labbro del Monte Amiata, dista circa 3 km da Arcidosso e meno di un chilometro dalla vicina Zancona.

## Storia
La frazione, insieme all'adiacente Zancona, forma due nuclei di abitazioni montane di origine plurisecolare, centri importanti di contadini e taglialegna, che popolavano un'ampia vallata ai piedi del versante nord del Monte Labbro.
A partire dal XII secolo la frazione si trovò a far parte dei possedimenti della famiglia degli Aldobrandeschi, così come i maggiori centri del Monte Amiata. Le Macchie divenne così una località di Arcidosso, semplice appendice della più popolosa frazione Zancona, raggruppando i territori dei Pastorelli, di Macchie e Poggio Marco.
Nel XIX secolo i territori del Monte Labbro furono poi teatro dell'avventura mistica e sociale di David Lazzaretti, il profeta dell'Amiata, che dette origine alla comunità religiosa giurisdavidica. Il profeta trascorreva il suo tempo tra la gente di Zancona e nei vari agglomerati delle Macchie, raccogliendo in questi luoghi numerosi adepti e discepoli. Fu proprio David Lazzaretti a far costruire due scuole elementari, una maschile e un'altra femminile, nell'agglomerato di Macchie e dei Pastorelli, mentre a Poggio Marco è ancora possibile trovare gli stemmi murati dai davidiani sulle porte di alcune case: una croce affiancata da due C rovesciate, che rappresentavano la prima e la seconda venuta di Cristo.
Oggi le Macchie è un unico piccolo borgo (le tre località che la formavano oggi non sono più divise), centro turistico d'estate, anche grazie alla rivalorizzazione delle abitazioni antiche, completamente ristrutturate.

## Monumenti e luoghi d'interesse
- Riserva naturale Monte Labbro, vasta area di 616 ettari istituita nel 1998, comprende al suo interno sia il Parco faunistico del Monte Amiata che la vetta del Monte Labbro (1193 m), con la Torre Giurisdavidica e gli altri edifici legati alla memoria storica di Davide Lazzaretti.
- Parco faunistico del Monte Amiata, ubicato nell'area del Monte Labbro, a sud-ovest della vetta del Monte Amiata, il parco è strutturato ispirandosi al modello dei Wild Park tedeschi, con percorsi che permettono l'osservazione delle varie specie nel totale rispetto di queste. All'interno di questa area naturalistica è possibile osservare numerose specie della fauna selvatica appenninica come il daino, il capriolo, il cervo, il muflone, il camoscio e il lupo.

## Società

### Evoluzione demografica
Quella che segue è l'evoluzione demografica della località delle Macchie.
| Anno | Abitanti |
| ---- | -------- |
| 1936 | 297      |
| 1961 | 167      |
| 1981 | 142      |
| 1991 | 134      |
| 2001 | 101      |
| 2011 | 99       |

## Cultura

### Eventi
In agosto Le Macchie si popola di turisti in occasione della Sagra della Patata macchiaiola, in cui si possono assaggiare piatti speciali a base di patate, ma assistere anche a dibattiti, convegni su David Lazzaretti con visita guidata alla Torre Giurisdavidica, e attrazioni varie, come la trebbiatura.

## Geografia antropica
Le Macchie, seppure oggi appare come un unico centro, è suddivisa in tre località:
- Pastorelli: parte alta della frazione.
- Macchie: centro del paese, il più antico agglomerato della frazione.
- Poggio Marco: parte bassa, caratterizzata da vicoli stretti e casali antichi recentemente ristrutturati.